# Triaenodes mataranka
Triaenodes mataranka là một loài Trichoptera trong họ Leptoceridae. Chúng phân bố ở miền Australasia.